# Sarat Chandra Das

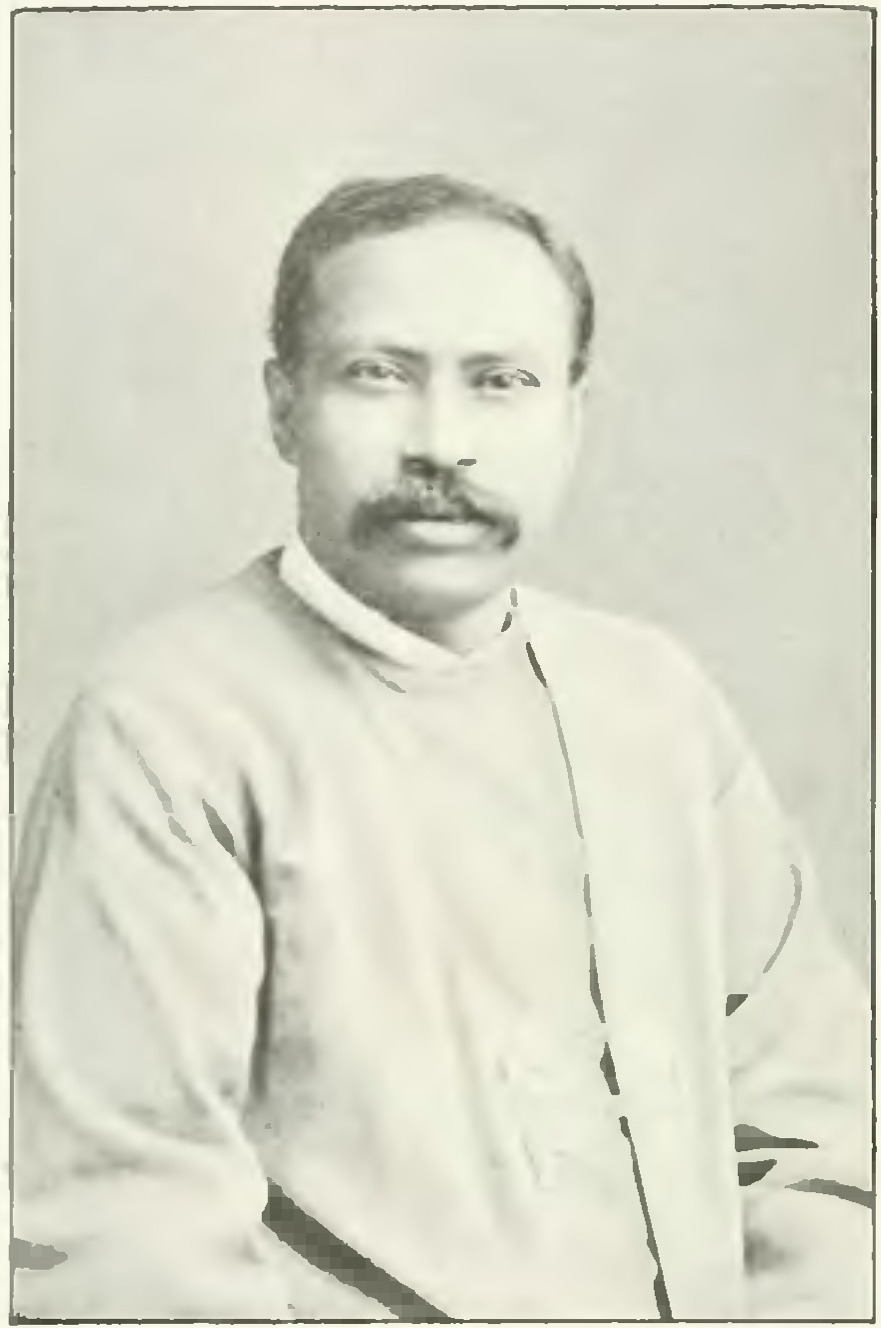
Sarat Chandra Das, C.I.E., Photo aus Journey to Lhasa and Central Tibet

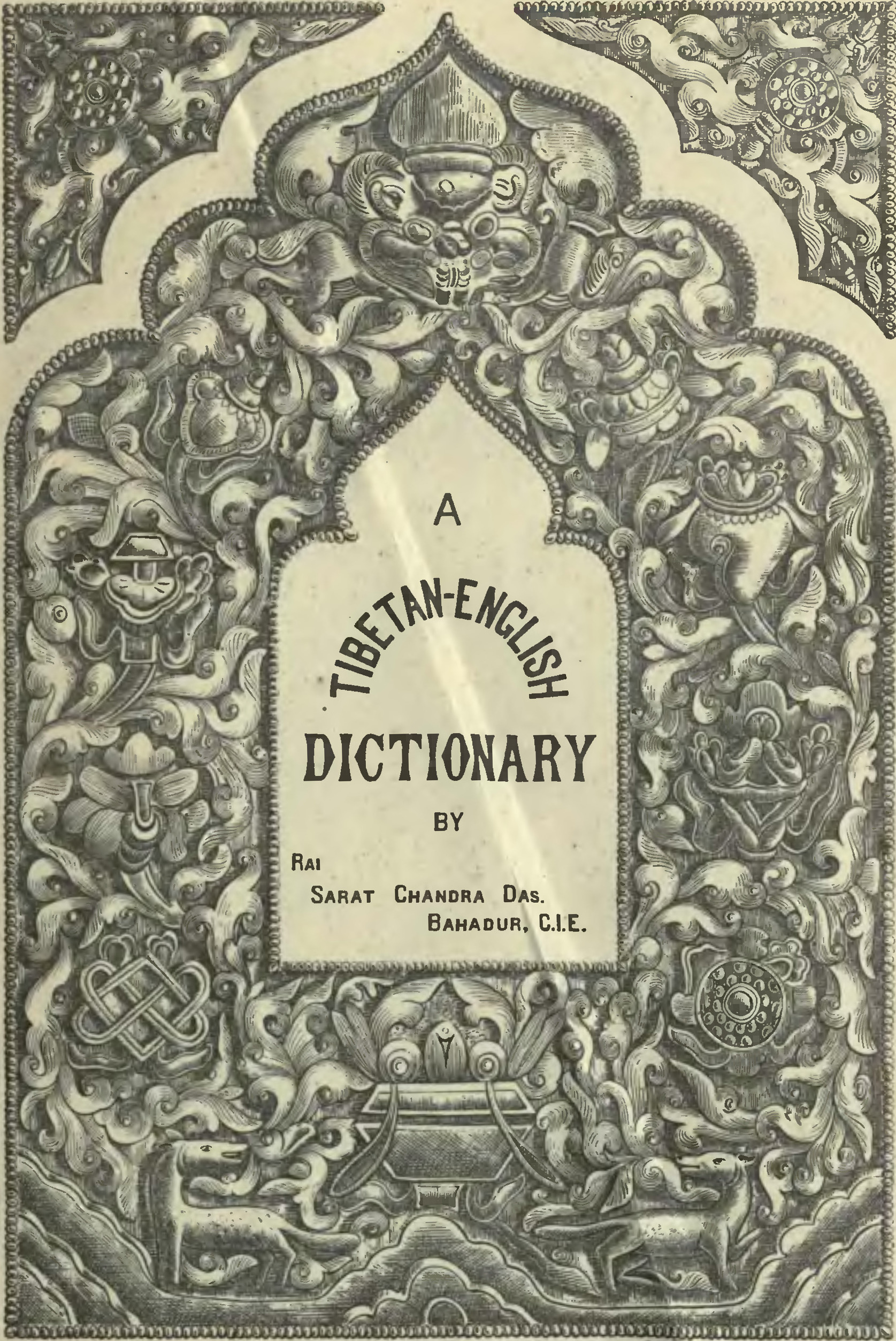
A Tibetan-English Dictionary with Sanskrit Synonyms (1902)

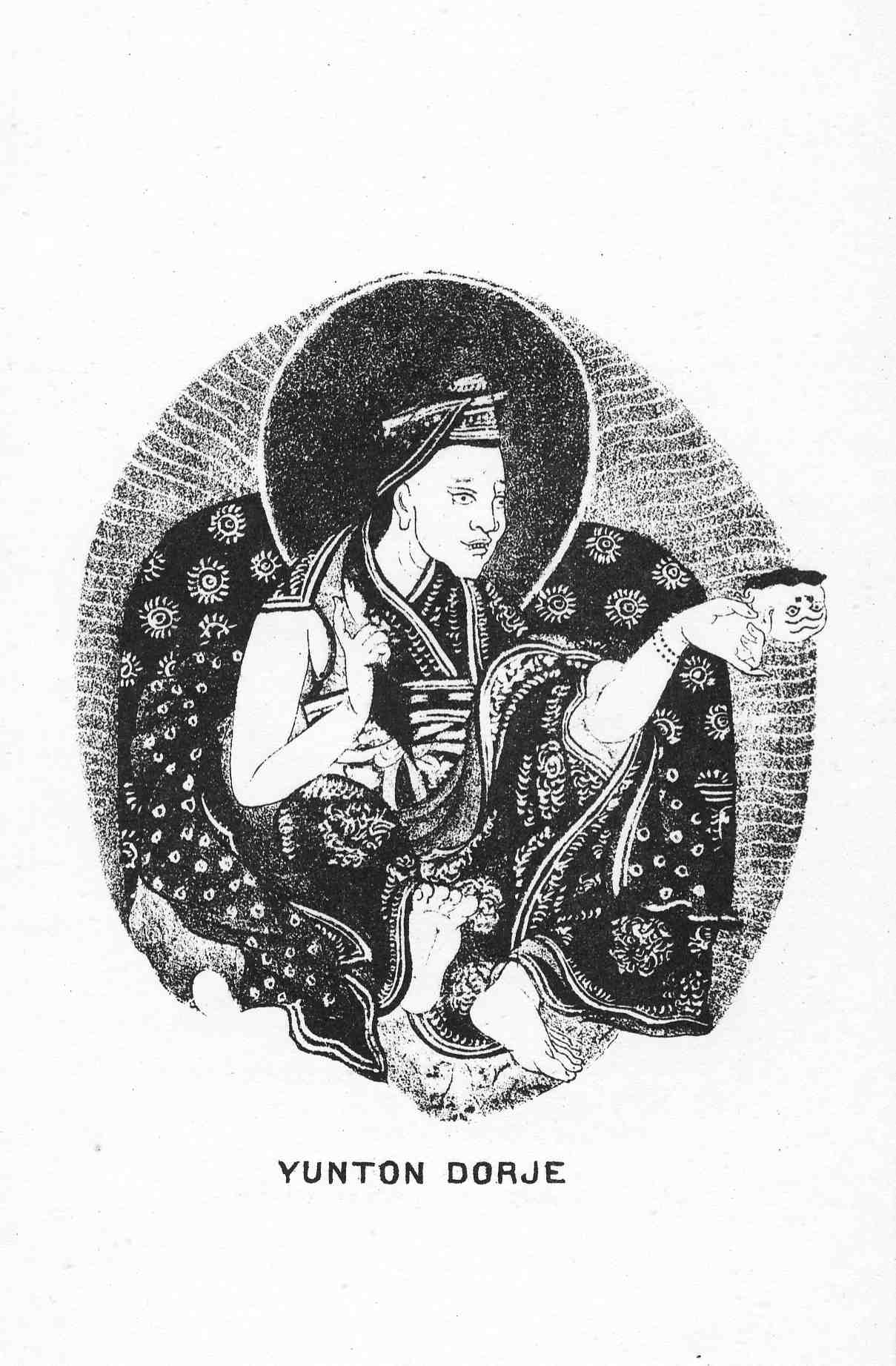
Yunton Dorje - aus seiner Publikation "Contributions on Tibet", in: Journal of the Asiatic Society of Bengal Vol. LI (1882)

Sarat Chandra Das (bengalisch শরৎচন্দ্র দাশ Śaratcandra Dāś; geb. 1849 in Chittagong; gest. 1917) war ein indischer Gelehrter der tibetischen Sprache und Kultur, Spion und Abenteurer, Sprachwissenschaftler und buddhistischer Gelehrter, der durch seine beiden Reisen nach Tibet bekannt wurde und in Darjeeling wirkte. Das war Mitglied des Bengal Educational Service und der Asiatic Society of Bengal.

## Leben
Sarat Chandra Das wurde 1849 in Chittagong in Ostbengalen geboren, das heute Teil von Bangladesch ist. Er studierte Bauingenieurwesen am Presidency College in Kalkutta. Im Jahr 1874 wurde er zum Direktor der Bhutia Boarding School de Darjeeling in Darjeeling ernannt. In Darjeeling begann er unter der Anleitung des örtlichen Lamas Orgyen Gyatsho (o rgyan rgya mtsho) Tibetisch zu lernen. Mit diesem besuchte er unter anderem das tibetische Kloster Trashilhünpo und andere Orte.
Sarat Chandra Das arbeitete von 1881 bis 1904 für die Regierung von Bengalen als Übersetzer aus dem Tibetischen. Im Jahr 1892 gründete er die Buddhist Text Society.
Eine Zeit lang arbeitete er als britischer Spion und reiste nach Tibet, um im Rahmen des sogenannten Great Game Informationen über die Russen, Chinesen und Tibeter zu sammeln.
Als Spion ging er zweimal nach Lhasa: 1879 für sechs Monate und 1881 für vierzehn Monate. Die Berichte, die er während dieser Expeditionen schrieb, wurden 1902 unter dem Titel Journey to Lhasa veröffentlicht.
Als die Gründe für seinen Tibet-Besuch aufgedeckt wurden, erlitten einem Bericht von Laurence Austine Waddell zufolge viele der Tibeter, die sich mit ihm angefreundet hatten, schwere Repressalien.
Neben diesen Reiseberichten schrieb Das spirituelle und wissenschaftliche Traktate und stellte ein Wörterbuch der tibetischen Sprache zusammen (Tibetan-English Dictionary: With Sanskrit Synonyms, 1902, Calcutta University). Sein Haus, die Lhasa Villa, steht heute noch in Darjeeling.
Der Historiker Paul K. Johnson erklärte, dass Das mit Henry Steel Olcott, dem Mitbegründer und ersten Präsidenten der Theosophischen Gesellschaft, zusammentraf.

## Publikationen
- Contributions on the Religion, History &c., of Tibet. In Journal of the Asiatic Society of Bengal, Volume LI (51), Part I for 1882. Publisher: Asiatic Society, Calcutta (1882). Also, PDF file here
- Narrative of a journey to Lhasa in 1881–82. Publisher: s.n. (1885).
- Narrative of a journey round Lake Yamdo (Palti), and in Lhokha, Yarlung, and Sakya, in 1882. publisher: s.n (1887).
- Avadānakalpalatā: a collection of legendary stories about the Bodhisattvas. Asiatic Society (1890).
- The doctrine of transmigration. Buddhist Text Society (1893).
- Indian Pandits in the Land of Snow. Originally published at the end of the 19th century. Reprint: Rupa (2006). ISBN 978-81-291-0895-1.
- Sarat Chandra Das, Graham Sandberg & Augustus William Heyde A Tibetan-English dictionary, with Sanskrit synonyms. 1st Edition - Calcutta, 1902 (vielfach nachgedruckt, z. B. 1997)
- Journey To Lhasa & Central Tibet. 1st Edition: John Murray (England) (1902). Reprint: Kessinger Publishing, LLC (2007). ISBN 978-0-548-22652-0. Republished as: Lhasa and Central Tibet, Cosmo (Publications, India); New edition (2003). ISBN 978-81-7020-435-0.
- Das, Sarat Chandra: Journey to Lhasa and Central Tibet. Edited by The Hon. William Woodville Rockhill. Bibliotheca Himalayica. Manjushri Publishing House, New Delhi 1970
- An introduction to the grammar of the Tibetan language;: With the texts of Situ sum-tag, Dag-je sal-wai melong, and Situi shal lung. Darjeeling Branch Press, 1915. Reprint: Motilal Banarsidass, Delhi, 1972 and 1983.
- Autobiography: Narratives of the incidents of my early life. Reprint: Indian studies: past & present (1969).